# معربا (ريف دمشق)
معربا قرية تتبع لمنطقة التل من محافظة ريف دمشق. إعمارها قديم، وفيها قبور وقناة مائية من العصر الروماني تقع على جانب جبل قاسيون تتميز بمناطقها الخضراء حيث يشغل الوادي حيزاً كبيرا منها (الكروم)، ازداد عدد الوافدين اليها بعد عام 2011 حتى بلغ سكانها 6 أضعاف ما كانوا عليه بسبب أنها من المناطق القليلة الآمنة التي لم تطلها النيران، شهدت البلدة توسعاً هائلاً في الأعوام الخمسة الماضية حيث كانت مجرد قرية صغيرة لا تتجاوز 5000 نسمة، أصبحت الآن أكبر مرتين عما كانت عليه ويبلغ عدد الساكنين فيها حاليا أكثر من 25000 نسمة من سكان أصليين ومغتربين لجؤوا اليها.
تقسم البلدة إلى عدة حارات هي : الفستقة، الحمام، الوادي، الصحرة، الصوانة، الحارة القديمة، الشرق.